# Интердикт (римское право)
Интердикт в римском праве — приказ претора.
Интердикты были нескольких разновидностей:
- о запрещении тех или иных действий до рассмотрения дела в законном порядке либо вообще о запрещении действий без специального рассмотрения.
- о восстановлении владения обратившегося к претору лица в отношении вещи, неправомерно выбывшей из его обладания;
- о предъявлении вещи, которая была предметом спора либо само существование которой должно было обусловить продолжение или отсутствие судебного разбирательства;

Существовал владельческий интердикт, которым закреплялось специальное вещное право («право обладания») в отношении вещей, переход прав собственности на которые требовал некоторых дополнительных формальностей или обстоятельств по цивильному праву (см. также Бонитарная собственность).